# Magdalis carbonaria
Magdalis carbonaria – gatunek chrząszcza z rodziny ryjkowcowatych. Zamieszkuje palearktyczną Eurazję od Europy Zachodniej po Syberię. Jest fitofagiem brzozy brodawkowatej.

## Taksonomia
Gatunek ten opisany został po raz pierwszy w 1758 roku przez Karola Linneusza pod nazwą Curculio carbonaria. Epitet gatunkowy pochodzi z łaciny i oznacza „węglowa”, nawiązując do ubarwienia zwierzęcia.

## Morfologia
Chrząszcz o ciele długości od 3 do 6 mm. Ubarwienie ma czarne z lekkim połyskiem, tylko trzonek i biczyk czułków, a rzadziej też stopy mają odcień brunatnoczarny. U samca głowa jest stożkowata, a ryjek niewiele od niej dłuższy, w nasadowej części matowy, a w wierzchołkowej szerszy i nieco połyskujący. Głowa samicy jest szersza, a ryjek znacznie od niej dłuższy, słabo błyszczący, lekko rozszerzony ku wierzchołkowi. Przedplecze jest szersze niż dłuższe, o lekko  błyszczącej, gęsto i grubo punktowanej powierzchni. Boki przedplecza są zaokrąglone, w przedniej części zaopatrzone w grupę ostrych ziarenek. Tylne kąty są ostre, silnie odgięte na zewnątrz. Tarczka jest dość duża, w przedniej części pochylona w dół, w tylnej leżąca na poziomie pokryw. Pokrywy są szersze od nasady przedplecza. Rzędy są silnie wgłębione i na całej długości równej szerokości, zaś międzyrzędy są bardzo wąskie, silnie wypukłe, pokryte drobną i łuskowatą rzeźbą, niepunktowane. Odnóża przedniej pary stykają się biodrami i mają wyraźne wcięcia w nasadowych odcinkach krawędzi wewnętrznych goleni. Uda wszystkich par mają ząbki, szczególnie duże na parze przedniej.

## Ekologia i występowanie
Zarówno larwy, jak i postacie dorosłe są fitofagami brzozy brodawkowatej. Owady dorosłe żerują od maja do czerwca na liściach rośliny żywicielskiej (foliofagi). Larwy są saproksylofagiczne. Żerują w górnych, martwych lub obumierających gałęziach o średnicy 2–10 cm, w których drążą pod korą wężykowate korytarze o długości od 5 do 6 cm.
Parazytoidami tego wałczyka są Spathius curvicaudis, Spathius erythrocephalus i Spathius rubidus, błonkówki z rodziny męczelkowatych.
Gatunek palearktyczny, znany z Wielkiej Brytanii, Francji, Belgii, Holandii, Niemiec, Włoch, Danii, Szwecji, Norwegii, Finlandii, Estonii, Łotwy, Litwy, Polski, Czech, Słowacji, Węgier, Rumunii oraz europejskiej i syberyjskiej części Rosji.